# Edmund Baranowski

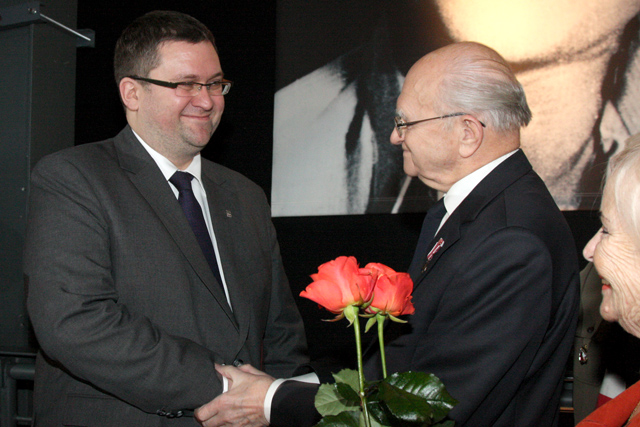
Jan Ołdakowski und Edmund Baranowski (rechts), 2010

Edmund Baranowski (geboren am 22. September 1925 im Warschauer Stadtteil Wola; gestorben am 29. Dezember 2020) war ein polnischer Widerstandskämpfer und Teilnehmer des Warschauer Aufstands.

## Leben
Edmund Baranowski war zum Zeitpunkt der deutschen Invasion Schüler an einem Warschauer Gymnasium. Trotz des Verbots weiterführender Schulen durch die deutsche Besatzungsmacht setzte Baranowski seine Ausbildung an einer Untergrundschule fort. 1941 trat er zunächst dem Verband des bewaffneten Kampfes, später der Armia Krajowa bei. Er erhielt das Pseudonym „Jur“. Während seiner Arbeit in den Philips-Werken Warschau nahm er an zahlreichen Sabotageakten teil. 
Im Warschauer Aufstand (1944) kämpfte er im „Batalion Miotła“ (deutsch: „Bataillon Besen“). Am 15. September 1944 wurde er verletzt, später mit dem Tapferkeitskreuz ausgezeichnet und zum Leutnant ernannt. Am 5. Oktober geriet er in deutsche Kriegsgefangenschaft und wurde in das in Österreich liegende Stalag Mark Pongau gebracht. Dort musste er in einem Arbeitskommando Stollen ins Gebirge treiben, in denen von den Nationalsozialisten geraubte polnische Kulturgüter untergebracht werden sollten. Diese konnten später dank der Erinnerungen der Kriegsgefangenen wiedergefunden werden.
1945 kehrte Baranowski nach Polen zurück und arbeitete nach seiner Ausbildung im Bauwesen. Später war Baranowski Vizevorsitzender des Verbands der Warschauer Aufständischen und Ratsvorsitzender der Stiftung „Warschau kämpft 1939–45“. Er wurde mit dem Kreuz des Warschauer Aufstands und dem Orden Polonia Restituta ausgezeichnet. Außerdem war er als Generalsekretär des Stiftungsrates der Stiftung Polnisch-Deutsche Aussöhnung tätig. 
Baranowski starb Ende Dezember 2020 im Alter von 95 Jahren.

## Einzelnachweis
1. ↑  Zmarł Edmund Baranowski “Jur”. Powstaniec warszawski miał 95 lat. In: polsatnews.pl. 30. Dezember 2020, abgerufen am 30. Dezember 2020 (polnisch).

| Personendaten    | Personendaten                 |
| ---------------- | ----------------------------- |
| NAME             | Baranowski, Edmund            |
| KURZBESCHREIBUNG | polnischer Widerstandskämpfer |
| GEBURTSDATUM     | 22. September 1925            |
| GEBURTSORT       | Warschau                      |
| STERBEDATUM      | 29. Dezember 2020             |